# Satellite Party
I Satellite Party sono stati un gruppo musicale rock alternativo formato da Perry Farrell, cantante dei Jane's Addiction, in seguito allo scioglimento della band nel 2004. Altri membri includevano Carl Restivo (basso) e la moglie di Farrell, Etty Lau Farrell (cantante e ballerina). La band è stata inizialmente formata come collaborazione tra Farrell e il membro degli Extreme Nuno Bettencourt. Bettencourt ha abbandonato il progetto nel luglio 2007.
I Satellite Party hanno pubblicato un album in studio intitolato Ultra Payloaded (Columbia, 2007). La band si è sciolta nel 2008, in seguito alla decisione di Jane's Addiction di riunirsi a tempo pieno.

## Storia del gruppo

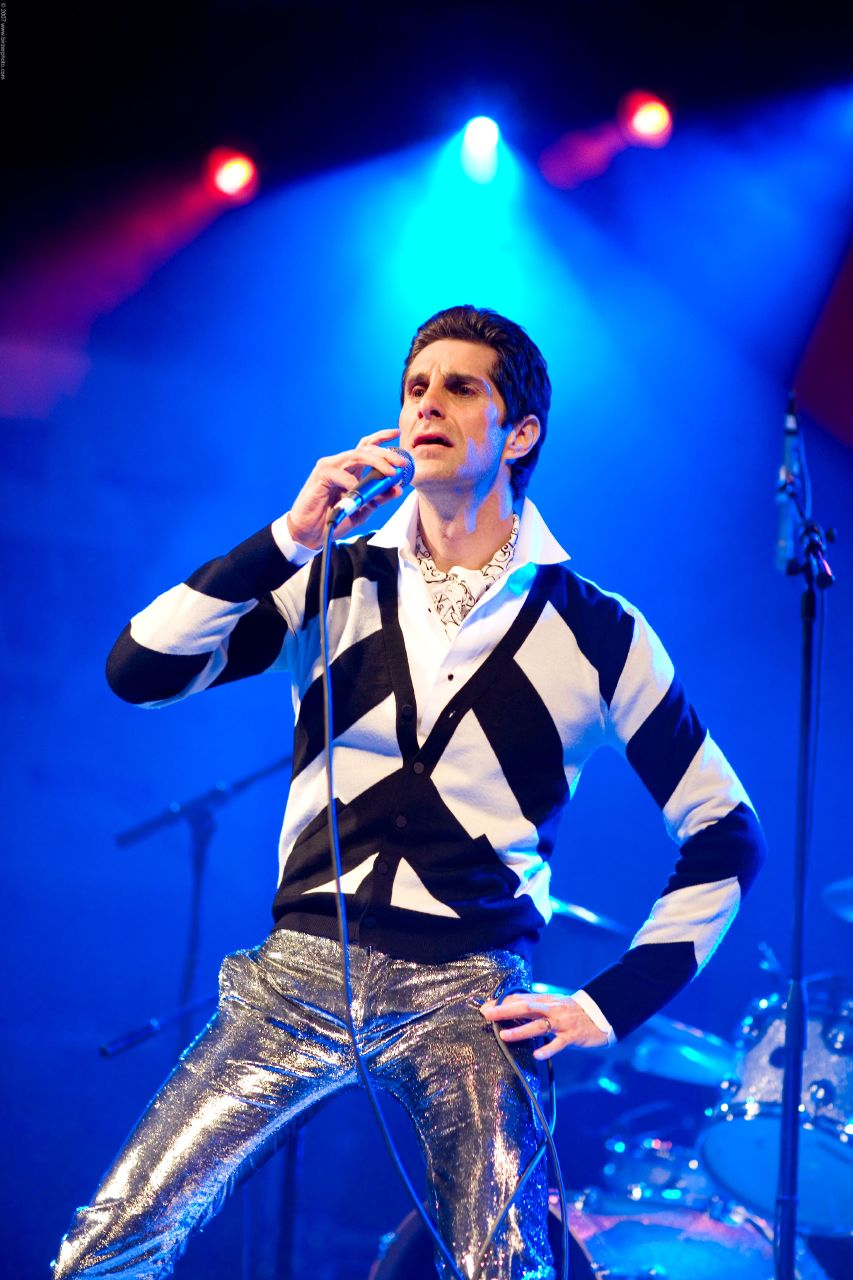
Perry Farrell in un concerto dei Satellite Party al South by Southwest nel 2007

I Satellite Party debuttarono a Los Angeles al Key Club il 18 luglio 2005. Tony Kanal dei No Doubt suonava il basso e Steve Ferlazzo dei DramaGods le tastiere. A questa esibizione seguì il concerto al Lollapalooza 2005, tenutosi al Grant Park nel centro di Chicago il 24 luglio 2005.
Il gruppo firmò un contratto con la Columbia Records il 6 giugno 2006. L'album che ne seguì si intitolava Ultra Payloaded e fu rilasciato il 29 maggio 2007. Tra i musicisti che contribuirono all'album c'erano John Frusciante e Flea dei Red Hot Chili Peppers, Fergie dei The Black Eyed Peas, i pionieri della dance elettronica Hybrid ed il bassista il bassista Peter Hook dei Joy Division/New Order. L'album includeva una canzone intitolataWoman in the Window con la voce del defunto frontman dei Doors Jim Morrison. L'album stesso è stato preceduto dal singolo Wish Upon a Dog Star, frutto della collaborazione con gli Hybrid.
Alla fine di luglio 2007, il chitarrista Nuno Bettencourt lasciò la band, affermando: "Mi sono sempre sentito a disagio con la direzione della formazione e dello spettacolo dal vivo. Credo davvero nelle canzoni e nella musica dell'album, e auguro il meglio a Perry Farrell e a tutti gli altri musicista che rimangono in tour". Anche il batterista Kevin Figueiredo se ne andò per unirsi a Nuno nella riunione della Hard Rock Band di Boston Extreme. Il chitarrista dei Silvertide, Nick Perri, e il batterista, Jordan Plonsky, si unirono alla band per il resto del tour.
In seguito i Satellite Party lasciarono la Columbia Records e iniziarono a lavorare sul nuovo materiale. Con la riunione dei Jane's Addiction di Farrell, i Satellite Party entrarono in pausa a tempo indeterminato.
Nel 2012, Farrell ha parlato del fallimento del piano per uno spettacolo teatrale dei Satellite Party, affermando: "In realtà stavo lavorando a qualcosa, un progetto un paio di anni fa, che era in realtà dei Satellite Party. Aveva a che fare con i Doors. Ho anche ottenuto fondi per produrre una canzone, una canzone precedente ancora non prodotta e non registrata, dei Doors, e volevo fare questo bellissimo spettacolo chiamato "The Satellite Party" a Las Vegas. Non ha funzionato."

## Formazione
- Perry Farrell - voce
- Nuno Bettencourt - chitarra
- Carl Restivo - basso
- Kevin Figueiredo - batteria

## Discografia

### Album
- 2007 - Ultra Payloaded

### Singoli ed EP
- 2007 - Wish Upon a Dog Star
- 2008 - Hard Life Easy